# Cara (album Christian)
Cara è un album di Christian del 1984.
Inciso con l'etichetta PolyGram. Produzione Musicale di Mario Balducci e Pinuccio Pirazzoli. Arrangiatori: Pinuccio Pirazzoli, Ninni Carucci e Natale Massara.

## Tracce
1. Cara
2. Per lei
3. Aspettami
4. Proibito
5. L'ultima donna vera
6. Amante mia
7. S. O. S.
8. Un giorno in più
9. Innamorarmi ancora
10. Amore mio